# Алексоніс Юозас Юлійович
Юозас Юлійович Алексоніс (23 жовтня 1913 — 5 квітня 1944) — литовський комсомолець та радянський підпільник у роки Другої світової війни. Герой Радянського Союзу (1958, посмертно).

## Біографія
Народився 23 жовтня 1913 року у селі Рицеляй (нині Лаздийський район Литви) у селянській родині. Литовець. Закінчив початкову школу. Служив у Війську Литовському. Вчився у Каунаському економічному училищі де створив комсомольську ланку.
З 1944 року — член Каунаського міськкому комсомолу.
У роки Другої світової війни був радистом підпільної радіостанції за допомогою якої передавав у місті Каунас зведення Радінформбюро про стан на фронтах, злочинні дії гітлерівців та закликав до боротьби з ними. Слідкуючи за ворожими ешелонами, повідомляв про них у штаб партизанського руху.
5 квітня 1944 року був оточений ворогом у будинку де знаходилась радіостанція, відстрілювався до останнього набою.

## Звання та нагороди
1 липня 1958 року Ю. Ю. Алексонісу присвоєно звання Героя Радянського Союзу посмертно.